# Getal van Thring
Het getal van Thring ({\displaystyle Th}) is een dimensieloos getal dat de verhouding weergeeft tussen de warmteoverdracht door straling en door convectie. Het getal wordt ook wel het getal van Boltzmann genoemd, dan genoteerd als {\displaystyle Bo}.
{\displaystyle Th=Bo={C_{p}\rho v \over \epsilon \sigma T^{3}}}
Daarin is:
{\displaystyle C_{p}} de warmtecapaciteit bij constante druk [m2s−2K−1]
{\displaystyle \rho } de dichtheid [kg m−3]
{\displaystyle v} de snelheid [m s−1]
{\displaystyle \epsilon } de oppervlakemissiecoëfficiënt [s K−1]
{\displaystyle \sigma } de Stefan-Boltzmann-constante [kg K−3 s−4]
{\displaystyle T} de temperatuur [K]